# Bernhard Braunsdorf
Bernhard Konstantin Ludwig Braunsdorf (* 2. Oktober 1808 in Dresden; † 8. November 1886 in Peine) war der erste sächsische Bergjurist und Bergamtsdirektor.

## Biographie
Der Sohn des Dresdner Magazinkontrolleurs und Rentamtmanns Johann Karl Braunsdorf und dessen Frau Johanne Christiane Sophie, geborene Fischer, besuchte die Nikolaischule in Leipzig. 1825 wurde er zeitgleich mit seinem älteren Bruder Karl Julius an der Bergakademie Freiberg immatrikuliert. Beide wurden 1829 Mitglied des Corps Montania Freiberg. Nach Abschluss seiner Studien im Bergfach nahm er an der Universität Leipzig ein Studium der Rechtswissenschaften auf, das er 1833 als erster Bergjurist Sachsens abschloss. Nach seinem Eintritt in die höhere Bergverwaltung wirkte er ab 1834 beim Bergamt Annaberg und zugleich beim dortigen Stadtgericht als Akzessist.
1836 wurde Braunsdorf zum Protokollisten bei Bergamt Schneeberg ernannt und ihm gleichzeitig die Aufsicht über den Markus-Semmler-Stolln und weitere königliche Revierstolln übertragen. 1838 erfolgte seine Berufung zum Bergamtsassessor in Schneeberg. Im nachfolgenden Jahr schloss er die Ehe mit der Annaberger Fabrikantentochter Cölestine Glöckner. 1841 trat Braunsdorf die Stelle eines Berg- und Gegenschreibers in Johanngeorgenstadt an. Nachdem er zuvor seit 1845 die Bergmeisterfunktion nach der Wahl von Anton Voß in den Landtag interimsweise ausgeübt hatte, wurde Braunsdorf am 4. Juli 1849 zum Bergmeister in Johanngeorgenstadt ernannt. Für die notleidende Bevölkerung in der Bergstadt ließ er eine Suppen- und Speiseanstalt einrichten.
Nach der Auflösung des Bergamtes in Johanngeorgenstadt übernahm Braunsdorf 1856 die Bergmeisterfunktion in Freiberg und wurde gleichzeitig durch Oberberghauptmann Friedrich Constantin von Beust an das Oberbergamt berufen. 1867 erfolgte seine Ernennung zum Bergrat. Im Zuge der grundlegenden Reform der sächsischen Bergverwaltung und der damit verbundenen Abschaffung des Oberbergamtes sowie aller bisherigen Bergämter zum Januar 1869 wurde ein für das gesamte Königreich Sachsen zuständiges neues Bergamt geschaffen, als dessen erster Direktor Braunsdorf berufen wurde. Der Geheime Bergrat schied am 1. Oktober 1883 aus dem Dienst, sein Nachfolger wurde Karl Edwin Leuthold. Braunsdorf verstarb während eines Besuches bei seinem, im Eisenhüttenwerk Peine als Beamter tätigen, Schwiegersohn Johannes Galli an einem Gehirnschlag. Die für den 10. November 1886 aufgestellte große Bergparade zum Leichenzug in Freiberg fiel aus, da sein Sarg wegen eines Waggonschadens auf dem Bahntransport erst mit eintägiger Verspätung eintraf.
Für seine Verdienste wurde Braunsdorf mit dem Großherzoglich Toskanischen Verdienstorden und dem Königlich Sächsischen Verdienstorden Erster Klasse geehrt.